# Judit de Bohèmia
Judit de Bohèmia (~1056/1058 - 25 de desembre del 1086), també coneguda com a Judit Premíslida, fou una princesa de Bohèmia de la dinastia Premíslida, i duquessa de Polònia per matrimoni. Era filla del duc de Bohèmia Vratislau II amb la seva segona muller Adelaida, filla del rei Andreu I d'Hongria. Duia el nom de la seva àvia paterna Judit de Schweinfurt, que va morir poc després del seu naixement.
Judit fou la segona dels quatre fills del matrimoni de Vratislau II amb la princesa hongaresa Adelaida. Els germans de Judit foren Bretislau II, Ludmila (més tard monja) i Vratislau, que va morir jove en batalla. L'oncle de Judit, el Duc Spitignev II, va morir el 1061 i va ser succeït pel seu germà Vratislau II. Un any més tard, el 1062, la duquessa Adelaida va morir.
El Duc Vratislau II es va tornar a casar en 1063 a Świętosława, filla del Duc de Polònia Casimir I. D'aquest matrimoni, Judit va guanyar cinc germanastres: Boleslav (Duc d'Olomouc, que va morir poc abans que el seu pare), Bořivoj II, Vladislav I, Soběslav I i Judit, més tard casada amb Wiprecht II de Groitzsch, burggravi de Magdeburg.
Cap al 1080 Judit es va casar amb Ladislau I Herman, Duc de Polònia (nebot de la seva madrastra), per solidificar l'aliança entre Bohèmia i Polònia de recent creació.
D'acord amb els cronistes de l'època, la duquessa Judit realitzà notables obres de caritat, ajudà als necessitats i garantir la comoditat dels subdits i dels presoners. Després de gairebé cinc anys de matrimoni sense fills augmentà la necessitat d'un:
Com que ella era estèril resar a Déu tots els dies amb llàgrimes i oracions, feu sacrificis i pagà els deutes, ajudà a vídues i orfes, i donà quantitats molt generoses d'or i plata als monestirs, manant als sacerdots que preguessin als sants i la gràcia de Déu per a un nen.
El 10 de juny del 1085 Judit i el seu marit van estar presents en la coronació del seu pare el duc Vratislau II com a primer rei de Bohèmia. Un any més tard, el 20 d'agost del 1086, va donar a llum al fill i hereu llargament esperat, el futur Boleslau III. Per desgràcia, la duquessa mai es va recuperar dels efectes del part i va morir quatre mesos més tard, el 25 de desembre. Va ser enterrada a la catedral de la Mare de Déu de Mazòvia a Płock.
Tres anys més tard el 1089, el seu marit va ser tornat a casar amb la vídua de l'oncle de Judit el Rei Salomó d'Hongria, Judit de Suàbia, va passar a dir-se Sofia de Polònia per tal de distingir-se a si mateixa de la primera muller de Ladislau I.